# Samostan Hckonk
Hckonk (armensko Խծկոնք վանք, latinizirano: Hckonk vank, turško Beşkilise) je srednjeveški armenski samostanski kompleks iz 9. stoletja, ki ga je tvorilo pet cerkva. Nahajal se je med vasema Agarak (danes Derynez) in Digor (staro ime Tekor), približno 25 km od Anija, danes v Turčiji. Samostan je skoraj popolnoma uničen. 
Samostan se je odlikoval po svoji umetniški enotnosti, ki se je organsko zlivala z okoliško gorsko pokrajino. Imel je pet cerkva: cerkev Matere Božje (armensko Astvacacin), sv. Janeza Krstnika (armensko sv. Karapet), sv. Štefana, sv. Gregorja Razsvetljenca in sv. Sarkisa. Od cerkva se je v zelo slabem stanju ohranila le zadnja. 

## Zgodovina
Samostan je dal zgraditi armenski kralj Smbat I. Sestavljalo ga je pet cerkva, zgrajenih med 7. in 12. stoletjem. Samostanski kompleks je bil v tistem času eno glavnih kulturnih središč Armenije. V 11. stoletju je Armensko kraljestvo propadlo, čemur je sledila invazija Seldžukov na to območje. S priseljevanjem Turkov na armenska ozemlja se je začel stoletni proces razseljevanja armenskega prebivalstva. V samostanu se je kljub temu, da so začeli Armenci množično zapuščati domovino, versko življenje nadaljevalo, dokler ni bila armenska duhovščina na začetku rusko-turške vojne (1877–1878) izgnana iz samostana. Cerkve so Turki uporabljali za hleve.
Po koncu rusko-turške vojne je bila iz osmanskih sandžakov Kars in Čildir ustanovljena ruska Karska oblast, kamor so se naselili Armenci, pred tem pregnani v Rusijo. V Karsko oblast je spadal tudi samostan Hckonk. Konec 19. stoletja je samostan obiskal F.S. Janovič in zabeležil, da je vseh pet cerkva v dobrem stanju, da so v njih pogosta bogoslužja in da je v samostanu živahno duhovno življenje. Na eni od cerkva je bil ustanovitveni napis, ki je pričal, da je bila cerkev zgrajena leta 1006. Drug napis, ki ga je zabeležil Janovič, je bil nad vhodom v cerkev in se je glasil: "To so Gospodova vrata in vanje lahko vstopijo samo pravični". Na območju cerkvenega kompleksa so bili grobovi s spominskimi ploščami z vklesani križi. V kompleksu sta bila tudi vsaj dva izvira zdravilne mineralne vode: topel žveplov in hladen alkalen. V samostan je prihajalo veliko ljudi, da bi si ogledalo njegovo arhitekturo in z mineralnimi vodami izboljšalo svoje zdravje. V samostanu so bili posebni prostori, kjer so romarji lahko prenočili.
Samostan je ostal aktiven do leta 1920, ko so Turki izgnali armensko prebivalstvo. Po tem letu je bilo ozemlje samostana razglašeno za vojaško območje, zaprto za obiskovalce. Leta 1959 je na mestu samostana le še ena cerkev sv. Sarkisa, vendar je bila tudi ta močno poškodovana. 